# The Boy Who Could Fly
The Boy Who Could Fly (titulada también El niño que podía volar y Más allá de la realidad) es una película estadounidense de 1986, escrita y dirigida por Nick Castle. Fue producida por Lorimar Productions para la 20th Century Fox y estrenada en los cines el 14 de agosto de 1986.
La película está protagonizada por Lucy Deakins como Milly Michaelson, Jay Underwood como Eric Gibb, un niño con autismo y Fred Savage como Louis, el hermano pequeño de Milly. Milly se hace amiga de Eric, quien perdió a sus padres a un accidente de avión. Juntos, Eric y Milly encuentran maneras de lidiar con la pérdida y el dolor.

## Sinopsis
Amelia Michaelson (Milly) y su familia se mudan a una nueva casa poco después de la muerte de su padre. Milly se hace amiga de su nueva vecina, Ginebra. Milly y su hermano Louis, tienen dificultades para adaptarse a sus nuevas escuelas, mientras que su madre, Charlene, hace frente a un descenso en el trabajo y su incapacidad para aprender cómo utilizar un ordenador. Louis también es amenazado por los matones en la calle que no le permiten llegar a la manzana. Junto con Eric, vivirán situaciones tanto cómicas como dramáticas.

## Argumento
Amelia "Milly" Michaelson (Deakins), de 14 años, y su familia se mudan a una nueva casa en los suburbios poco después de la muerte de su padre. Milly se hace amiga de su nueva vecina Geneva, y Milly y su hermano Louis (Savage), de 8 años, un aficionado militar en ciernes, tienen dificultades para adaptarse a sus nuevas escuelas, mientras que su madre Charlene (Bedelia) se enfrenta a una degradación en el trabajo. y su incapacidad para aprender a usar una computadora. Louis también está plagado de matones en la calle que no le dejan dar la vuelta a la manzana. Durante la primera noche en la casa, Milly está en su habitación hablando con su pájaro mascota. Algo pasa volando por la ventana, pero cuando Milly va a investigar, no ve nada.
Milly y Geneva observan a Eric Gibb (Underwood), un niño con autismo, que vive al lado de su tío alcohólico Hugo (Gwynne). Eric nunca ha dicho una palabra en su vida, no le gusta estar rodeado de gente y exhibe un comportamiento extraño relacionado con volar. Milly se entera de que los padres de Eric murieron en un accidente aéreo. Más tarde esa noche, Milly y su familia ven cómo Eric y tres adultos aparecen afuera, con Eric en una camisa de fuerza y dos hombres lo sujetan. Más tarde, Milly le revela a Geneva una noche en que la madre de Milly sale por la noche que encuentra atractivo a Eric.
Aunque Eric no puede comunicarse con nadie, comienza a reaccionar ante Milly. La Sra. Sherman observa esta interacción y le pide a Milly que vigile a Eric, y le explica que debido a que el tío Hugo bebe, Eric corre el peligro constante de ser detenido por las autoridades y llevado a un hospital. Milly trabaja con Eric durante el transcurso del año escolar y toma notas de su progreso, que al principio es lento. Milly nota con entusiasmo la primera vez que Eric sonríe solo, en lugar de simplemente copiar su propia sonrisa. Eric no hace nada cuando Milly le lanza pelotas, excepto un día en que espontáneamente extiende la mano y atrapa una pelota de béisbol perdida que vuela hacia la cabeza de Milly.
Sucesos extraños, como la aparente capacidad de Eric de aparecer en su propia ventana en un instante y en la de Milly al siguiente sin ningún vínculo entre sus hogares, comienzan a hacer que Milly cuestione la realidad.
En una excursión escolar, sin nadie presente excepto Eric, Milly se cae de un puente mientras intenta recoger una rosa. Al quedar inconsciente, sueña que se despierta en el hospital, con Eric sentado en el alféizar de la ventana. Después de una conversación con él (aunque sin palabras por parte de Eric), ella se convence de que él puede volar. Eric le da la rosa que intentaba alcanzar y luego, tomando su mano, la lleva fuera de la ventana y los dos comienzan a volar. Los dos miran un espectáculo de fuegos artificiales desde una nube antes de besarse y regresar a la ventana del hospital. Después de ver a Eric salir volando, el sueño de Milly se convierte en una pesadilla cuando ve a su padre en una cama de hospital, muerto, con una niña llamada Mona arrojándole una pelota de voleibol que la tira por la ventana.
Luego, Milly se despierta en un hospital y le dice a su madre que Eric puede volar y que la atrapó mientras caía. Una psiquiatra, la Dra. Grenader, habla con Milly y le dice que Eric la atrapó, ya que solo tiene una conmoción cerebral y no tiene lesiones graves. La Dra. Grenader, sin embargo, ofrece una explicación más lógica y explica que su creencia de que Eric puede volar puede deberse al estrés causado por la muerte de su padre, que murió de cáncer. Se revela que el padre de Milly sabía que tenía cáncer, pero se lo mantuvo en secreto a su familia porque no quería que se preocuparan. En lugar de buscar tratamiento, se despidió y se suicidó.
Al regresar a casa, Milly nota la rosa en el alféizar de su ventana y se convence de que Eric puede volar. Cuando le grita al tío Hugo sobre el paradero de Eric, él responde diciendo que el instituto se lo llevó porque Hugo fue encontrado borracho nuevamente. A pesar de los esfuerzos de Milly y su familia, no se les permite ver a Eric. Cuando se van, Eric intenta forzar la ventana para abrirla y dos hombres lo sujetan y tratan de sedarlo. Otro intento de Louis de rodear la cuadra fracasa cuando los matones destrozan su triciclo y, para empeorar las cosas, su perro Max es atropellado por un coche que pasa y lo llevan a un hospital de animales.
Más tarde esa noche, Milly cree haber visto a Eric en su techo durante una tormenta y, después de subir al ático, encuentra a Eric, que está empapado por la lluvia y temblando de frío. Mientras Milly lo envuelve con una manta, él saca una caja y de dentro saca un anillo que le da a Milly.
Cuando las autoridades llegan a la casa de Eric al día siguiente, Milly saca a Eric a escondidas y la policía los persigue hasta el techo de la escuela durante un carnaval. Eric se vuelve hacia Milly y pronuncia su nombre, la primera palabra que pronuncia hasta ahora. Milly le pregunta a Eric si realmente puede volar, él sonríe y asiente con la cabeza. Él toma su mano y los dos caen del edificio. Justo antes de tocar el suelo, Milly y Eric comienzan a volar de la mano a la vista de la multitud alrededor del carnaval, que sigue a Milly y Eric por las calles de su ciudad, sorprendiendo a Charlene, Louis, Geneva y el tío Hugo. Eric lleva a Milly a su propia ventana, le dice que la ama y la besa antes de despedirse y irse volando.
Milly tiene el corazón roto, pero rápidamente se da cuenta de por qué Eric tuvo que irse: durante las siguientes semanas, espectadores, policías y científicos abarrotan la ciudad, buscando una explicación y llevándose todas las pertenencias de Eric para ser analizadas. Milly especula que Eric también habría sido secuestrado por los científicos si se hubiera quedado.
A pesar de toda la atención de los medios, la historia de Eric se convierte en una inspiración para las personas más cercanas a él en su vecindario. El tío de Eric supera su problema con la bebida y consigue un trabajo excelente. El perro de los Michaelson, Max, mejora. Louis domina a los matones de la calle usando una pistola de agua llena de orina. Charlene domina la computadora en el trabajo. Milly recupera el interés en su vida y en las relaciones con quienes la rodean. La película termina con Milly mirando por la ventana, esperando a Eric. Cuando se pone el sol, lanza un avión de papel que vuela constantemente hacia arriba.

## Reparto
| Actor            | Papel                  |
| ---------------- | ---------------------- |
| Lucy Deakins     | Milly Michaelson       |
| Jay Underwood    | Eric Gibb              |
| Bonnie Bedelia   | Charlene Michaelson    |
| Fred Savage      | Louis Michaelson       |
| Colleen Dewhurst | Señora Carolyn Sherman |
| Fred Gwynne      | Tío Hugo Gibb          |
| Mindy Cohn       | Geneva Goodman         |
| Jason Priestley  | Gary                   |
| Cameron Bancroft | Joe                    |
| Louise Fletcher  | Dr. Grenader           |

## Doblaje
| Personaje              | Doblaje original       | Redoblaje        |
| ---------------------- | ---------------------- | ---------------- |
| Milly Michaelson       | María Fernanda Morales | Gaby Ugarte      |
| Eric Gibb              | ¿?                     | ¿?               |
| Charlene Michaelson    | ¿?                     | Rebeca Manríquez |
| Louis Michaelson       | Rocío Prado            | Eduardo Curiel   |
| Señora Carolyn Sherman | Carmen Donna-Dío       | Ángeles Bravo    |
| Tío Hugo Gibb          | ¿?                     | Jorge Santos     |
| Geneva Goodman         | Irma Carmona           | Xóchitl Ugarte   |
| Sr. Brandt             | ¿?                     | Eduardo Fonseca  |
| Sonny Goodman          | ¿?                     | Alfredo Leal     |